# Peter Langendam
Peter Langendam (Den Haag, 17 mei 1949) is een Nederlands natuurkundige, ondernemer en voormalig politicus.

## Opleiding en loopbaan
Langendam studeerde natuurkunde aan de Technische Universiteit Eindhoven, waar hij lid was van het Eindhovens Studenten Corps (dispuut Jupiter). Hij promoveerde in 1979 in de wiskunde en natuurwetenschappen aan de Universiteit Leiden bij professor dr. Jaap Kistemaker.
Hij werkte als wetenschappelijk medewerker op het FOM-instituut voor Atoom- en Molecuulfysica te Amsterdam. Daarna begon zijn industriële carrière, onder andere bij Philips Semiconductors, bij het Amerikaanse Olin, bij de Europese leverancier ASiC te Nijmegen en bij de PTT, en kwam hij in het nieuws als directeur van PTT Telecom BV, directeur en CEO van PTT Contest en later als directeur en CEO van PTT Post Logistiek BV. Hij probeerde tevergeefs een gsm-netwerk te bemachtigen voor GSM Nederland NV. Als ondernemer begon hij een aantal bedrijven.
Langendam was onder andere oprichter en mede-eigenaar van de onderneming 'Semiconductor Ideas to the Market bv' (ItoM) die hij in 1998 oprichtte. Het bedrijf daagde in de Verenigde Staten verschillende grote bedrijven voor de rechter omdat zij patenten van ItoM gebruikten zonder een licentieovereenkomst te hebben afgesloten. ItoM had vestigingen in Eindhoven en in Enschede. Eind 2022 werd ItoM overgenomen door de Duitse multinational  Robert Bosch GmbH.

## Politiek
Langendam raakte in zijn PTT-periode bevriend met Pim Fortuyn. Na de breuk tussen Leefbaar Nederland en Fortuyn overtuigde Langendam, samen met John Dost en Albert de Booij, Fortuyn ervan een eigen lijst te starten. De oprichting van de Lijst Pim Fortuyn (LPF) werd grotendeels aan Langendam en Dost overgelaten.
Na de moord op Fortuyn op 6 mei 2002 overtuigde Langendam Mat Herben ervan om door te gaan met de LPF. Langendam werd door de kandidaten van de LPF voor de Tweede Kamer gekozen als partijvoorzitter.
Als LPF-voorzitter gaf Langendam een vraaggesprek in Het Parool waarin hij Paul Rosenmöller van GroenLinks en Ad Melkert van de PvdA beschuldigde van het aanzetten tot haat jegens de vermoorde Fortuyn. Het citaat "De kogel kwam van links" komt uit dat interview. Kort erna trok hij zich om persoonlijke redenen terug als partijvoorzitter. Na de Tweede Kamerverkiezingen trok hij zich terug uit de politiek.

## Wetenswaardigheden
Langendam publiceerde een 20-tal boeken, onder andere romans en verhalenbundels.
In 2022 was hij lijstduwer voor de LPF Breda.
In de televisieserie Het jaar van Fortuyn uit 2022 werd hij gespeeld door Frank Lammers. Langendam was niet te spreken over de weergave van zijn persoon.
- International Standard Name Identifier: 0000 0003 6891 3415
- Nederlandse Thesaurus van Auteursnamen: 068452713
- Virtual International Authority File: 245356478
- WorldCat: E39PBJht9tXDykx37fQtMQW4bd